# Lepaca Kliffoth
Lepaca Kliffoth četvrti je studijski album švedskog simfonijskog metal sastava Therion. Diskografska kuća Nuclear Blast Records objavila ga je 7. travnja 1995.

## Pozadina
Ime albuma se odnosi na Qlippoth. Stilski, zadržava agresivno riffovanje i odbacuje grubo režanje prethodnog death metal stila, dok također uključuje više elemenata tradicionalnog heavy metala i izraženije gothic i simfonijske elemente, što je često dovelo do toga da se na ovaj album gleda kao na prijelazni album u Therionovoj diskografiji.

## Popis pjesama
Tekstovi i glazba: Christofer Johnsson, osim gdje je navedeno drugačije. 
| 1.    | »The Winds of the Hydra«                                |                          |                           | 3:33 |
| 2.    | »Melez«                                                 | Johnson, Thomas Karlsson |                           | 4:06 |
| 3.    | »Arrival of the Darkest Queen« (instrumentalna skladba) |                          |                           | 0:54 |
| 4.    | »The Beauty in Black«                                   | Karlsson                 |                           | 3:12 |
| 5.    | »Riders of Theli«                                       |                          | Fredrik Isaksson          | 2:51 |
| 6.    | »Black«                                                 |                          | Johnson, Piotr Wawrzeniuk | 5:02 |
| 7.    | »Darkness Eve«                                          |                          |                           | 5:19 |
| 8.    | »Sorrows of the Moon« (obrada Celtic Frosta)            | Martin Eric Ain          | Ain                       | 3:26 |
| 9.    | »Let the New Day Begin«                                 |                          | Johnson, Wawrzeniuk       | 3:35 |
| 10.   | »Lepaca Kliffoth«                                       | Karlsson                 |                           | 4:26 |
| 11.   | »Evocation of Vovin«                                    |                          |                           | 4:54 |
| 41:18 |                                                         |                          |                           |      |

| Bonus pjesma na japanskom izdanju | Bonus pjesma na japanskom izdanju | Bonus pjesma na japanskom izdanju | Bonus pjesma na japanskom izdanju | Bonus pjesma na japanskom izdanju | Bonus pjesma na japanskom izdanju | Bonus pjesma na japanskom izdanju | Bonus pjesma na japanskom izdanju | Bonus pjesma na japanskom izdanju | Bonus pjesma na japanskom izdanju |
| Br.                               | Skladba                           | Trajanje                          |                                   |                                   |                                   |                                   |                                   |                                   |                                   |
| --------------------------------- | --------------------------------- | --------------------------------- | --------------------------------- | --------------------------------- | --------------------------------- | --------------------------------- | --------------------------------- | --------------------------------- | --------------------------------- |
| 12.                               | »The Veil of Golden Spheres«      | 2:59                              |                                   |                                   |                                   |                                   |                                   |                                   |                                   |
| 44:17                             |                                   |                                   |                                   |                                   |                                   |                                   |                                   |                                   |                                   |

## Recenzije
Za Metal Storm, album "stoji između više Death korijena sastava i kasnije simfonijske grandioznosti" i "ispostavilo se da je fino djelo, sjajno pisanje pjesama, pomiješano s arapskim utjecajem na klavijaturama je izvanredno, a ti misteriozni tekstovi samo dodaju više šarma".
Deathmetal.org navodi da bi Lepaca Kliffoth "ozbiljan slušatelj trebao izbjegavati" jer je strukturalni genij ranijih albuma Theriona ovdje dostupan samo kao ometajući ukras, što ga čini "vrlo bezobraznim radijskim hard rockom".

## Zasluge
| Therion - Christofer Johnsson – vokal, gitara, klavijature - Fredrik Isaksson – bas-gitara - Piotr Wawrzeniuk – bubnjevi Dodatni glazbenici - Hans Gröning – vokal (na pjesmama "The Beauty in Black" i "Evocation of Vovin") - Claudia Maria Mokn – vokal (na pjesmama "The Beauty in Black" i "Evocation of Vovin") - Jan – dodatni vokal (na pjesmama "The Wings of the Hydra" i "Sorrows of the Moon") | Ostalo osoblje - Kristian Wåhlin – naslovnica albuma - Harris Johns – inženjer zvuka, miks, solo-gitara (na pjesmi "The Beauty in Black") - Tom Eriksen – grafički dizajn, umjetnički smjer, uređivanje - Simon – inženjer zvuka, miks (pjesmi "Darkness Eve") |